# Etek
Etek (persa Atek) és el nom d'un antic districte del Turkmenistan soviètic al vessant nord de la cadena de Kopet Dagh al Khurasan entre Gjaurs i Dushak.
El nom turc és Etek (Vora de la muntanya) traducció del nom persa de la comarca (Daman-i Kuh = Peu de la muntanya) però els perses l'anomenen i escriuen Atek.
Antigament fou un districte d'Abiward i depenia del Khurasan; al segle xvi i XVII va quedar en mans del kan de Khivà però al segle xviii estava en nom de les tribus de turcmans i al llarg del segle van arribar els russos. La frontera amb Pèrsia no havia estat delimitada i una part de la comarca amb Abiward depenia del príncipat de Qalat (Kalat) a Pèrsia, però amb la rectificació fronterera del 1881 tota la comarca va quedar en territori rus.